# Distrito de Maungdaw
El distrito de Maungdaw (birmano: မောင်တောခရိုင်) es un distrito de Birmania perteneciente al Estado Rakáin. Su capital es Maungdaw. En 2014 tenía 96 330 habitantes. El distrito, con una extensión de 3692 km², se ubica en la esquina noroccidental del estado, siendo fronterizo con Bangladés al norte y oeste y limítrofe con el Estado Chin al noreste. Al suroeste tiene costa en el golfo de Bengala.
El distrito es una de las pocas áreas del país donde la mayoría de la población es musulmana, ya que la mayoría de la población es de etnia rohinyá. Es el distrito que ha resultado más gravemente afectado por el genocidio rohinyá, tanto por ser el principal centro de esta etnia como por tener una situación geográfica fronteriza.

## Organización territorial
El distrito está dividido en dos municipios (población en 2014):
- Municipio de Buthidaung (55 545 habitantes) - capital en Buthidaung
- Municipio de Maungdaw (40 785 habitantes) - capital en Maungdaw